# Meghna
Meghna (beng. মেঘনা নদী, Mēghnā) – rzeka w Bangladeszu; długość około 210 kilometrów. Tworzy wschodnie ramię delty (największej na świecie) Gangesu i Brahmaputry. Powstaje z połączenia starego kanału Brahmaputry i rzeki Surma. Uchodzi do Zatoki Bengalskiej. Nad Meghną leży miasto Brahmanbaria.
Jej wody zamieszkiwał suzu gangesowy.